# Randy Savage
Randall Mario Poffo (n. 15 noiembrie 1952, Columbus, Ohio, SUA – d. 20 mai 2011, Seminole⁠(d), Florida, SUA) a fost un wrestler american, mai cunoscut sub numele de ring de Randy "Macho Man" Savage. Savage s-a făcut remarcat prin evoluțiile sale în promoțiile World Wrestling Federation (WWF) și World Championship Wrestling (WCW). În cariera sa de wrestler a câștigat șase titluri de campion mondial.
1. 1 2  Randy Savage, Find a Grave, accesat în 9 octombrie 2017
2. ↑   http://www.npr.org/blogs/thetwo-way/2011/05/20/136501230/reports-pro-wrestler-macho-man-randy-savage-has-died Lipsește sau este vid: |title= (ajutor)